# Eszarra-hamat
Eszarra-hamat (akad. Ešarra-hamat, tłum. „Świątynia E-szara jest ratunkiem/pomocą”) – asyryjska królowa, główna żona Asarhaddona (681-669 p.n.e.), matka Aszurbanipala i Szamasz-szuma-ukina. 
Wszystkie znane nam teksty w których jest ona wzmiankowana pochodzą już z okresu po jej śmierci. Wynika z nich, iż Asarhaddon mocno przeżył jej śmierć i że wspominano ją z wielką czcią i szcunkiem. Z jednej z babilońskich kronik wiemy nawet dokładnie kiedy zmarła: 6 dnia miesiąca addaru (luty-marzec) 672 r. p.n.e.. Asarhaddon kazał ją pochować w specjalnie dla niej zbudowanym mauzoleum, najprawdopodobniej w  Aszur, gdyż jest ono wspomniane w dwóch tekstach z tego miasta. Do Aszurbanipala jako następcy tronu należała opieka nad tym mauzoleum.